# Clube de Regatas Brasil
Clube de Regatas Brasil, sau prescurtat CRB este un club de fotbal profesionist din Brazilia, cu sediul în Maceió, capitala statului Alagoas. În prezent echipa concurează în Série B, al doilea nivel al sistemului ligii de fotbal braziliene. 

## Palmares
| Campionatele Naționale            | Regionale |
| - Série C (–) : - Locul 2 : 2011. | - Campionatul Alagoano (34) : - Campioni : 1927, 1930, 1937, 1938, 1939, 1940, 1950, 1951, 1961, 1964, 1969, 1970, 1972, 1973, 1976, 1977, 1978, 1979, 1983, 1986, 1987, 1992, 1993, 1995, 2002, 2012, 2013, 2015, 2016, 2017, 2020, 2022, 2023, 2024. - Copa do Nordeste (–) : - Locul 2 : 1994, 2024. |